# Kingfisher Airlines Tennis Open
Kingfisher Airlines Tennis Open var en tennisturnering som spelades årligen mellan åren 1996 och 2007 (med undantag för 2002) i olika städer i Asien. Turneringen spelades först i Shanghai för att sedan flytta till Ho Chi Minh-staden och till slut Bombay. Till säsongen 2008 var det bestämt att turneringen skulle flyttas till Bangalore men ställdes in p.g.a. säkerhetsskäl. Den skulle senare återupptas 2009, men när ATP-touren publicerade sin nygjorda kalender för den säsongen stod inte turneringen med på listan. Den ingick i kategorin International Series och spelades utomhus på hardcourt.  

## Resultat

### Singel
| Plats              | År   | Mästare            | Finalist          | Resultat         |
| ------------------ | ---- | ------------------ | ----------------- | ---------------- |
| Bombay             | 2007 | Richard Gasquet    | Olivier Rochus    | 6–3, 6–4         |
| Bombay             | 2006 | Dmitrij Tursunov   | Tomáš Berdych     | 6–3, 3–6, 7–6(5) |
| Ho Chi Minh-staden | 2005 | Jonas Björkman     | Radek Stepanek    | 6–3, 7–6(4)      |
| Shanghai           | 2004 | Guillermo Canas    | Lars Burgsmüller  | 6–1, 6–0         |
| Shanghai           | 2003 | Mark Philippoussis | Jiri Novak        | 6–2, 6–1         |
| Shanghai           | 2002 | Spelades inte      | Spelades inte     | Spelades inte    |
| Shanghai           | 2001 | Rainer Schüttler   | Michel Kratochvil | 6–3, 6–4         |
| Shanghai           | 2000 | Magnus Norman      | Sjeng Schalken    | 6–4, 4–6, 6–3    |
| Shanghai           | 1999 | Magnus Norman      | Marcelo Rios      | 2–6, 6–3, 7–5    |
| Shanghai           | 1998 | Michael Chang      | Goran Ivanisevic  | 4–6, 6–1, 6–2    |
| Shanghai           | 1997 | Jan Kroslak        | Aleksandr Volkov  | 6–2, 7–6         |
| Shanghai           | 1996 | Andrej Olhovskij   | Mark Knowles      | 7–6, 6–2         |

### Dubbel
| Plats              | År   | Mästare                                | Finalister                          | Resultat             |
| ------------------ | ---- | -------------------------------------- | ----------------------------------- | -------------------- |
| Bombay             | 2007 | Robert Lindstedt Jarkko Nieminen       | Rohan Bopanna Aisam-ul-Haq Qureshi  | 7–6(3), 7–6(5)       |
| Bombay             | 2006 | Mario Ancic Mahesh Bhupathi            | Rohan Bopanna Mustafa Ghouse        | 6–4, 6–7(6), 10–8    |
| Ho Chi Minh-staden | 2005 | Lars Burgsmüller Philipp Kohlschreiber | Ashley Fisher Robert Lindstedt      | 5–6(3), 6–4, 6–2     |
| Shanghai           | 2004 | Jared Palmer Pavel Vizner              | Rick Leach Brian MacPhie            | 4–6, 7–6(4), 7–6(11) |
| Shanghai           | 2003 | Wayne Arthurs Paul Hanley              | Shao Xuan Zeng Ben-qiang Zu         | 6–2, 6–4             |
| Shanghai           | 2002 | Spelades inte                          | Spelades inte                       | Spelades inte        |
| Shanghai           | 2001 | Byron Black Thomas Shimada             | John-Laffnie de Jager Robbie Koenig | 6–2, 3–6, 7–5        |
| Shanghai           | 2000 | Paul Haarhuis Sjeng Schalken           | Petr Pala Pavel Vizner              | 6–2, 3–6, 6–4        |
| Shanghai           | 1999 | Sebastien Lareau Daniel Nestor         | Todd Woodbridge Mark Woodforde      | 7–5, 6–3             |
| Shanghai           | 1998 | Mahesh Bhupathi Leander Paes           | Todd Woodbridge Mark Woodforde      | 6–4, 6–7, 7–6        |
| Shanghai           | 1997 | Max Mirnyj Kevin Ullyett               | Tomas Nydahl Stefano Pescosolido    | 7–6, 6–7, 7–5        |
| Shanghai           | 1996 | Mark Knowles Roger Smith               | Jim Grabb Michael Tebbutt           | 4–6, 6–2, 7–6        |